# Stazione di Campi Sportivi
La stazione di Campi Sportivi è una fermata ferroviaria posta sulla linea Roma–Civitacastellana–Viterbo. La fermata si trova nel tratto urbano di Roma, ai piedi dei monti Parioli.
Dal 1º luglio 2022 è gestita da ASTRAL.

## Storia
L'impianto è stato inaugurato nel 1969 e venne chiuso fra l'ottobre 2009 e il 2011 per lavori di abbattimento delle barriere architettoniche.

## Strutture e impianti
La fermata è costituita solo dai marciapiedi, laterali ai binari, e da un sovrappassaggio pedonale usato anche per congiungere via del Pentathlon a viale della Moschea e per raggiungere appunto l'adiacente moschea.

## Movimento
La stazione è servita dai collegamenti ferroviari svolti da Cotral nell'ambito del contratto di servizio con la regione Lazio.
Vi fermano esclusivamente i convogli in servizio urbano. La fermata non è presenziata ed è una fermata a richiesta.

## Interscambi
- Fermata autobus ATAC